# 溥莊
郡王銜貝勒溥莊（1830年6月15日—1872年5月13日），成恭郡王載銳長子，母側室郭佳氏，其父為郭慶山，成親王系第五代。
他在道光十年閏四月（1830年）出生，咸豐七年十二月（合1858年）受封三等鎮國將軍，兩年後的八月（1859年）接替父親成為成親王第五代，但因為成親王並非世襲罔替的爵位，因此他的封爵只是貝勒。
咸豐十年正月（1860年），朝廷賞賜他郡王頭銜，到同治十一年四月（1872年），他去世，虛齡四十三岁，由于亲生的三个儿子都夭折，就由養子毓橚襲封成親王系第六代，不過需遞降為貝子襲封。